# تریپکووا
تریپکووا (به صربی: Tripkova) یک منطقهٔ مسکونی در صربستان است که در چایتینا واقع شده‌است. تریپکووا ۱۷٫۰۷ کیلومتر مربع مساحت و ۳۰۳ نفر جمعیت دارد و ۶۶۵ متر بالاتر از سطح دریا واقع شده‌است.